# كينيث بيكر
كينيث بيكر (بالإنجليزية: Kenneth Baker, S.J.)‏ هو عالم عقيدة أمريكي، ولد في 1929.